# Johann Trollmann
Johann Wilhelm Trollmann (přezdívaný Rukeli – v romštině strom; 27. prosince 1907, Wilsche, Německé císařství – 1944, koncentrační tábor Wittenberge, Nacistické Německo) byl německý boxer ve střední váze patřící k romskému etniku Sinti. Díky svým úspěšným zápasům, přitažlivému vzhledu a neobvyklé boxerské technice, kterou předběhl svou dobu (tzv. tanec v ringu), si získal značnou popularitu. V roce 1933 se stal německým boxerským mistrem ve střední váze, titul mu však z rasových důvodů nebyl uznán a v další profesionální boxerské kariéře mu bylo zabráněno. Jako profesionální boxer absolvoval celkem 64 zápasů, z nichž ve 31 případech zvítězil, 19 jich prohrál a 14 zápasů skončilo nerozhodně.
Za druhé světové války v letech 1939–1941 jako voják wehrmachtu bojoval na západní i východní frontě, kde byl raněn. Roku 1942 byl z armády vyloučen kvůli směrnici zakazující službu všech Romů a poté deportován do koncentračního tábora Neuengamme, kde byl nucen navzdory své podvýživě a vysílení každý večer podstupovat boxerské souboje s tamními příslušníky SS. Trollmannovi spoluvězni fingovali jeho smrt a zajistili mu přesun do koncentračního tábora Wittenberge, kde však byl opět poznán a roku 1944 ubit dozorcem Emilem Corneliem. Jeho mistrovský titul z roku 1933 byl Německou profesionální boxerskou federací uznán roku 2003.

## Osobní život
Johann Trollmann se narodil 27. prosince 1907 v dolnosaském městečku Wilsche jako jedno z devíti dětí. Jeho otec Wilhelm „Schnipplo“ Trollmann (1867–1933) byl etnický Němec a matka Frederike rozená Weissová (1874–1946) patřila k romskému etniku Sinti. Johann Trollmann měl tři sestry (Maria, Anna a Wilhelmine) a pět bratrů (Wilhelm, Ferdinand, Julius, Albert a Heinrich). Johannu Trollmannovi jeho rodina a přátelé říkali Rukeli, což v romštině znamená strom. V červnu 1935 se v Berlíně oženil s Olgou Friedou Bildovou a ve stejném roce se jim narodila dcera Rita.
Uchopení moci nacisty a zejména přijetí norimberských rasových zákonů rodinu Trollmannových těžce poznamenalo. Někteří příbuzní Johanna Trollmanna byli sterilizováni nebo odesláni do pracovních táborů. Sám Johann Trollmann byl roku 1938 sterilizován a strávil několik měsíců v pracovním táboře Hannover-Ahlem a ve snaze zmírnit perzekuci své rodiny (manželka Olga byla Němka, ale jejich dcera Rita byla dle rasistických zákonů poloviční míšenka) se v září 1938 rozvedl.
Část rodiny Trollmannových se stala obětí romského holokaustu – kromě samotného Johanna, zavražděného roku 1944 vězeňským dozorcem v koncentračním táboře Wittenberge, nepřežil ani jeho bratr Heinrich, zavražděný roku 1943 v Auschwitzu.

## Kariéra

### Amatérský boxer
Trollmann se boxu začal věnovat již jako dítě a své první zápasy absolvoval ve svých osmi letech. Na počátku 20. let se prosadil jako amatérský boxer, stal se absolutním vítězem okresu Hannover a roku 1922 spoluzaložil hannoverský boxerský oddíl BC Heros Eintracht. Zanedlouho byl čtyřnásobným regionálním šampiónem a zvítězil na severoněmeckém šampionátu amatérských boxerů. Brzy si získal značnou popularitu, čemuž napomohl nejenom jeho přitažlivý vzhled, ale i jeho neobvyklý elegantní a dynamický boxerský styl založený na rychlosti, útočnosti, obratnosti a vynikající technice, kdy jeho pohyb v ringu připomínal spíše tanec. Trollmann bývá díky svému stylu označován za jednoho z průkopníků moderního boxu a v mnohém jej později připomněl Muhammad Ali.
Trollmannovu slibnou boxerskou kariéru poznamenala diskriminace kvůli jeho romskému původu. Například se vyrovnával s rasistickými útoky některých novin, ve kterých mu přezdívali „tancující cikán“ nebo jej napadali za „neněmecký boxerský styl“. Trollmannův „tanec v ringu“ se zároveň stal námětem četných karikatur. V roce 1928 mu byla odepřena nominace na letní Olympijské hry v Amsterdamu, neboť německá výběrová komise upřednostnila jiného boxera bílé pleti, kterého však Trollmann předtím několikrát porazil. Trollmann na toto příkoří reagoval nejprve přestupem do konkurenčního hannoverského boxerského klubu BC Sparta Linden (jeho domovský klub se jej totiž údajně nezastal) a později odchodem do Berlína s cílem stát se profesionálním boxerem.

### Profesionální boxer

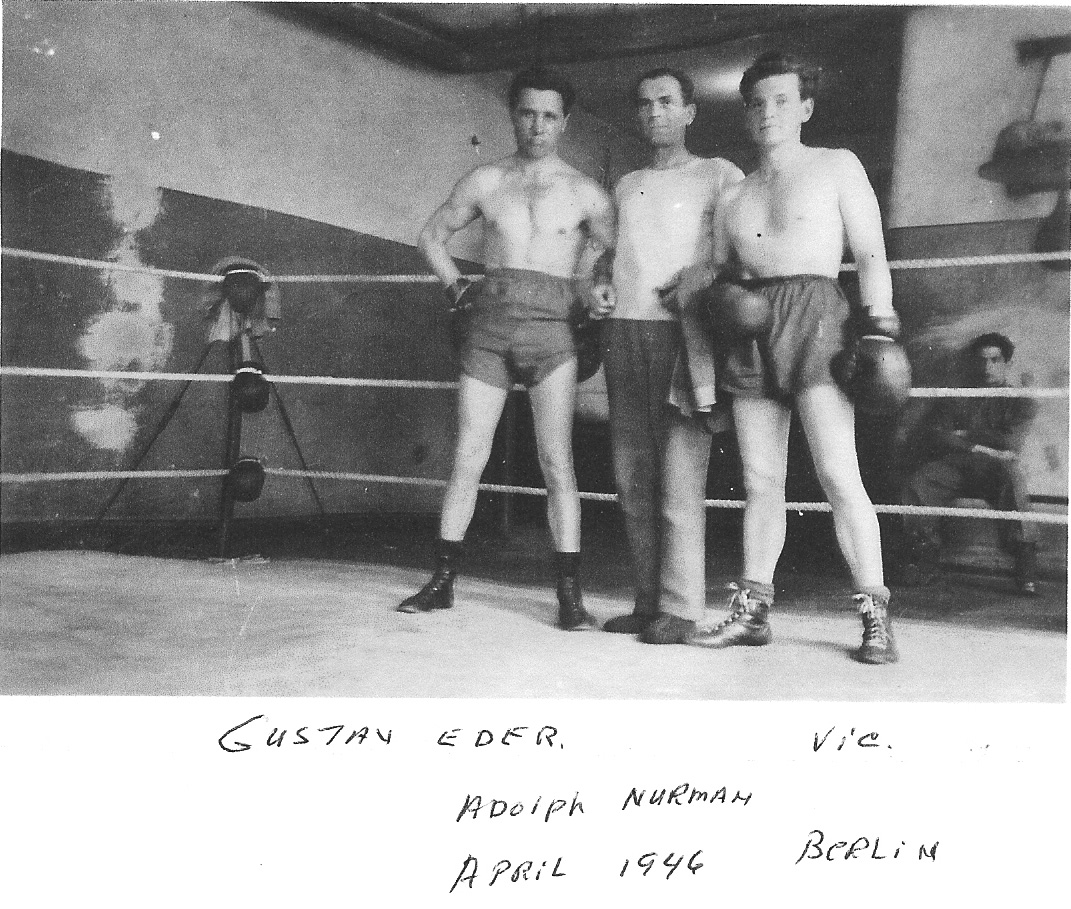
Gustav Eder (vlevo) porazil Johanna Trollmanna v roce 1933 hlavně díky tomu, že Trollmanovi byl zakázán jeho úspěšný boxerský styl

Na profesionální box se Trollmann připravoval pod vedením trenéra Ernsta Zirzowa a brzy dosáhl značných úspěchů a popularity. Ve svém prvním profesionálním zápase dne 18. října 1929 knokautoval ve čtvrtém kole Willyho Bolze. Následovala série vítězství, kterou přerušil až zápas s mistrem Německa Erichem Tobeckem, kterému Trollmann 10. ledna 1930 podlehl K.O. hned v prvním kole. Do roku 1932 pak Trollmann ve 23 zápasech dosáhl 14 vítězství a jen čtyřikrát byl poražen (z toho třikrát právě Erichem Tobeckem). Jeho soupeři byli například Američan Jack Beasley (nerozhodně), Nizozemec Rienus De Boer (Trollmann zvítězil na body), Argentinec Onofrio Russo (Trollmann jej ve druhém kole knokautoval) nebo Němec Adolf Witt (Trollmann zvítězil na body). Veřejností byl Trollmann obdivován pro svůj přitažlivý boxerský styl, mrštnost, rychlost a inteligenci. To se však mělo brzy změnit.
Mezitím však došlo k převzetí moci v zemi nacisty, kteří považovali Romy za nižší rasu a zároveň pro ně byl box (přejmenovaný na Faustkampf – pěstní souboj) vysoce preferovaným sportem, který měl pomoci připravit národ na válku. V březnu 1933 byl Erich Seelig zbaven německého mistrovského titulu kvůli svému židovskému původu. Dne 9. června 1933 se Trollmann v berlínské Bockbrauerei o tento titul utkal s německým mistrem polotěžké váhy Adolfem Wittem. Trollmann sice Witta v těžkém dvanáctikolovém zápase zjevně porazil na body, avšak na nátlak přítomných nacistických důstojníků jej rozhodčí vyhlásili za nerozhodný (dle jiných pramenů pokyn vydal sám předseda německé boxerské unie Georg Radamm). Názor změnili teprve kvůli bouřícímu se publiku, které dlouhou hodinu a půl protestovalo proti zjevné manipulaci zápasu. Trollmann sice převzal vítězný pás a titul, ty mu však byly po několika dnech odebrány boxerským svazem z důvodu „špatného boxu“ (fakticky kvůli jeho romskému původu) a titul nebyl udělen nikomu. Trollmanna tak kvůli jeho původu stihl stejný osud jako Seeliga.
Trollmann byl nucen o titul znovu bojovat, tentokrát 21. července 1933 proti Gustavu Ederovi, a to paradoxně o titul mistra střední váhy. Eder měl navzdory faktu, že obvykle bojoval ve welterové váze a byl o 9 centimetrů menší a o 6 kilogramů lehčí, Trollmanna porazit, a prokázat tak árijskou nadřazenost. Aby bylo Ederovo vítězství pojištěno, bylo Trollmannovi pod hrozbou ztráty licence přikázáno boxovat „německým stylem“ (tím byla míněna vzájemná výměna úderů prakticky bez pohybu). Trollmann vědoucí, že má malou šanci za těchto podmínek vyhrát, se k němu dostavil s vlasy obarvenými na blond a kůží bílou od mouky, čímž se stal karikaturou árijského boxera a zároveň vyjádřil protest proti předem zmanipulovanému zápasu. Trollmann, který nemohl využít svého typického „tance v ringu“, se během souboje téměř nehnul a nakonec Ederovi podlehl K.O. v pátém kole.
V následujících zápasech Trollmann vinou rozhodčích prohrával, až byl v roce 1935 vyloučen z boxerského svazu. Jeho poslední utkání proběhlo 12. března 1934 v Lipsku proti Arhurovi Polterovi. Poté se Trollmann musel živit jako číšník a pouťový boxer.

## Po nuceném skončení boxerské kariéry

### Služba ve wehrmachtu
Nedlouho po vypuknutí druhé světové války byl Trollmann povolán do wehrmachtu. Povolávací rozkaz mu přišel v listopadu 1939. Sloužil nejprve v Polsku, poté roku 1940 bojoval v Belgii a Francii a v roce 1941 na východní frontě proti SSSR, kde byl zraněn. V roce 1942 však byl vydán rozkaz o vyloučení všech Romů z německých ozbrojených složek z rasově-politických důvodů. Johann Trollmann byl propuštěn z armády a nakrátko se vrátil do Hannoveru.

### Smrt v koncentračním táboře
V červenci 1942 Johanna Trollmanna v Hannoveru zatklo gestapo a odvezlo jej do shromažďovacího centra pro Romy na ulici Hardenbergstrasse. Tam byl Trollmann fyzicky týrán, takže jeho bratři, kteří jej přišli navštívit na policejní ředitelství, jej téměř nepoznali.
V září 1942 byl Trollmann deportován do koncentračního tábora Neuengamme poblíž Hamburku, kde mu bylo přiděleno vězeňské číslo 9841. Zpočátku pracoval v táborové zbrojovce, jeho identita však byla zanedlouho prozrazena, neboť jej poznal bývalý sudí, nyní hauptsturmführer SS Albert Lütkemeyer. Na Lütkemeyerův rozkaz musel zesláblý a podvyživený Johann Trollmann každý večer po práci boxovat proti tamním příslušníkům SS. Často přitom byl knokautován, neboť za tři měsíce života v táboře zhubl o 30 kilogramů. Šlo mu skutečně o život, a proto tajný vězeňský odbojový výbor tábora nafingoval jeho smrt. Dle oficiálních záznamů Trollmann zemřel na selhání srdce v táboře Neuengamme dne 9. února 1943. Ve skutečnosti byla Trollmannova identita dána jinému zemřelému vězni a on sám byl transportován do pobočného koncentračního tábora Wittenberge v Braniborsku.
Také v koncentračním táboře Wittenberge byl Trollmann poznán a v roce 1944 přinucen k souboji s bývalým zločincem a vězeňským dozorcem-kápem Emilem Corneliem. Během zápasu, či nedlouho po něm byl za ne zcela jasných okolností zavražděn a následně pohřben v hromadném hrobě ve městě Wittenberge. Dle jedné verze Cornelius zápas prohrál a z pomsty donutil Trollmanna pracovat až do naprostého vyčerpání a později jej umlátil lopatou. Spisovatel Roger Repplinger v románu Leg dich, Zigeuner uvádí jinou možnost – rozzuřený Cornelius po prohraném zápase Trollmanna ubil železnou tyčí. Svědectví o Trollmannově osudu mohl po válce vydat až jeho spoluvězeň Robert Landsberger.
Motiv boxerských zápasů v koncentračním táboře byl volně zfilmován ve filmu Boxer a smrť (Československo, 1962) a jeho remake Vítězství ducha (USA 1989).

## Památka Johanna Trollmanna

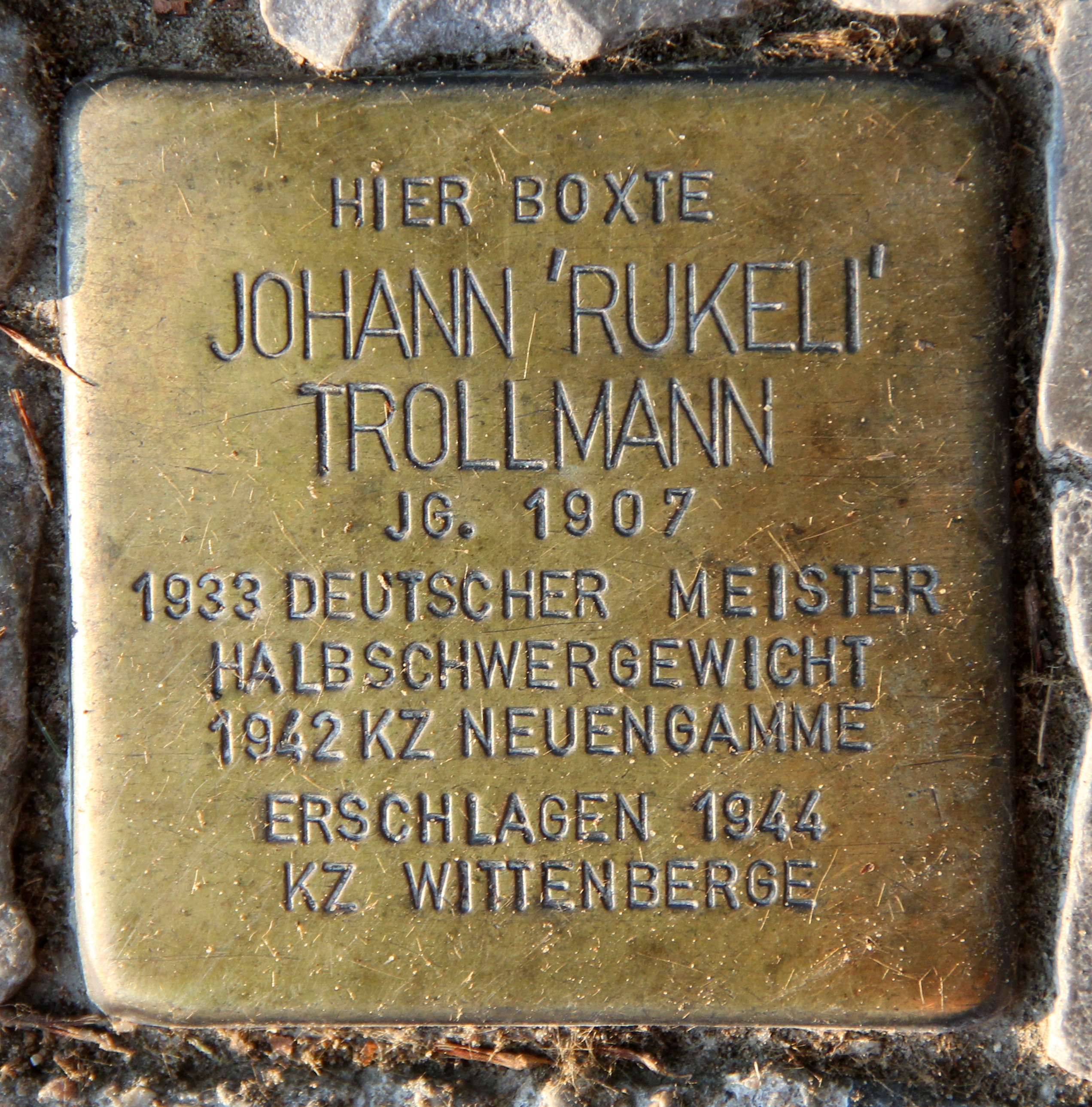
Stolperstein uložený na památku Johanna Trollmanna v Berlíně-Kreuzbergu

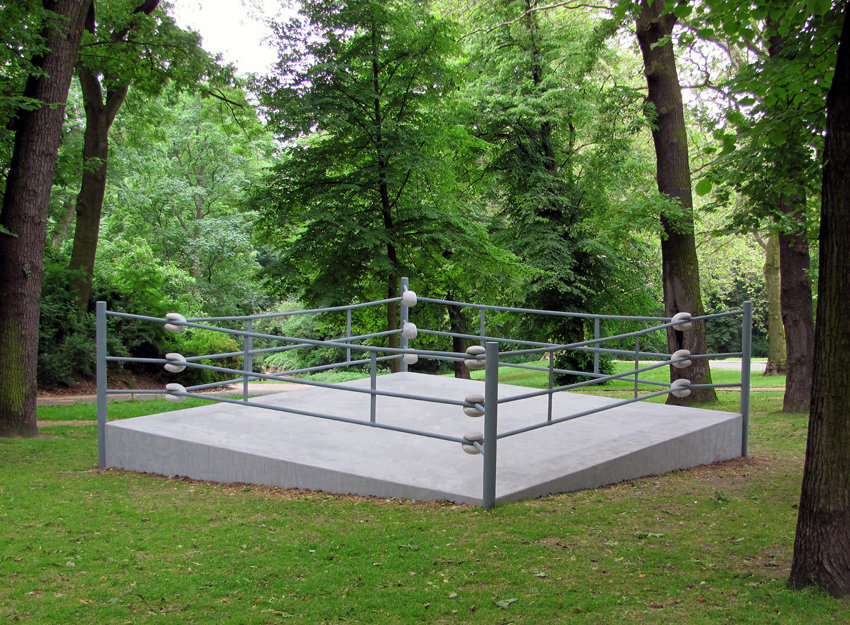
Dočasný památník Johanna Trollmanna v Berlíně-Kreuzbergu, 2010

V roce 2003 Německá profesionální boxerská federace uznala Trollmannovo vítězství na šampionátu z roku 1933 a předala potomkům Louise a Manuelu Trollmannovým mistrovský pás.
V srpnu 2004 byla jménem Johanna Trollmanna pojmenována ulička Johann-Trollmann-Weg v Hannoveru. Trollmanna připomíná také několik pomníků. Dne 9. června 2010, tedy v den 77. výročí Trollmannova mistrovského vítězství, byl v berlínském Viktoria parku odhalen dočasný pomník s názvem „9841“, vytvořený uměleckým sdružením Bewegung Nurr. Na místě se konala řada přednášek a workshopů. Následně byl pomník přesunut i do dalších měst. U bývalého pivovaru Bock v berlínské čtvrti Kreuzberg v ulici Fidicinstrasse 1–2, kde Trollmann roku 1933 získal mistrovský titul, byl 1. července 2010 položen Stolperstein (česky Kámen zmizelých).
Životní osudy Johanna Trollmann zpracoval spisovatel Roger Repplinger v životopisném románu s názvem Leg dich, Zigeuner (Lehni, Cikáne!). Italský spisovatel Dario Fo pak na stejné téma napsal román Razza di zingaro.
Johann Trollmann se stal ústřední postavou studentského filmu Rukelie (režie Sabine Neumann, 2006) a polohraného dokumentu Gibsy – Die Geschichte des Boxers Johann Rukeli Trollmann (režie Eike Besuden, 2013).
Rakouský dramatik Felix Mitterer o životě Johanna Trollmanna napsal divadelní hru Der Boxer, která měla premiéru 29. ledna 2015 ve vídeňském divadle Theater in der Josefstadt.
Německá autorka Rike Reiniger napsala v roce 2015 monodrama Zigeuner-Boxer. Česká premiéra hry Cikánský boxer proběhla 7. března 2016 v Praze (režie: Gabriela Krečmerová, hlavní role: Filip Teller).
Johann "Rukeli" Trollmann (herec Hannes Wegener) byl v roce 2022 ztvárněn v 11. a 12. díle 4. série seriálu Babylon Berlin jako vedlejší postava. Zmíněn byl již na konci 3. série.